# Theodore Puck
Theodore Puck (24.9.1916 – 6.11.2005) là một nhà di truyền học người Mỹ.

## Cuộc đời và Sự nghiệp
Puck sinh ở Chicago, Illinois. Ông theo học các trường công lập ở Chicago, sau đó vào học trong trường Đại học Chicago và đậu bằng cử nhân cùng thạc sĩ ở trường này.
Puck sớm là người tiên phong nghiên cứu trong lãnh vực "di truyền học tế bào thể" (somatic cell genetics) và single-cell plating (tức dòng hóa) Công trình nghiên cứu này cho phép nghiên cứu chi tiết các tế bào của con người và loài động vật có vú trong khoa di truyền học. Công trình then chốt của Puck cuối cùng đã mang lại nhiều khả năng nghiên cứu cho khoa di truyền học hiện đại, chẳng hạn như các dự án về bộ gene con người và bộ gene của loài động vật có vú khác.
Puck đã có nhiều khám phá cơ bản trong nhiều lãnh vực. Đội nghiên cứu của ông đã phát hiện ra là con người có 46 nhiễm sắc thể chứ không phải 48 như trước kia đã tin tưởng. Ông triển khai dòng tế bào từ buồng trứng của chuột đồng Trung quốc cho công trình nghiên cứu này. Các tế bào này vẫn còn được sử dụng rộng rãi trong kỹ nghệ dược sinh học (biopharmaceutical industry). Puck nghiên cứu các tia X và các đột biến tế bào. Ông cũng cách ly và nghiên cứu các đột biến tế bào.

## Giải thưởng và Vinh dự
Puck đoạt giải Albert Lasker cho nghiên cứu Y học cơ bản năm 1958, giải Louisa Gross Horwitz của Đại học Columbia năm 1973 chung với Renato Dulbecco và Harry Eagle. (Dulbecco sau đó đã đoạt giải Nobel Y học năm 1975). Puck cũng là người sáng lập Viện Eleanor Roosevelt ở Đại học Denver, nơi ông là giáo sư danh dự. Năm 1960, ông được bầu vào Viện Hàn lâm Khoa học quốc gia Hoa Kỳ.

## Tác phẩm
Puck đã đăng trên 200 bài khảo luận về các chủ đề Bệnh Alzheimer, Hội chứng Down, và việc sử dụng tối ưu liều lượng liệu pháp bức xạ trong điều trị bệnh ung thư.
Ông từ trần do các biến chứng từ một hông bị gãy.